# Haematopota gressitti
Haematopota gressitti är en tvåvingeart som beskrevs av Philip 1963. Haematopota gressitti ingår i släktet Haematopota och familjen bromsar. Inga underarter finns listade i Catalogue of Life.